# Anders Halland Johannessen
Anders Halland Johannessen (* 23. August 1999 in Drøbak) ist ein norwegischer Radrennfahrer, der im Straßenradsport aktiv ist.

## Sportlicher Werdegang
Johannessen begann seine Radsportkarriere im Mountainbikesport, wo er bei den Junioren und in der U23 an internationalen Meisterschaften und am Weltcup im Cross-Country teilnahm. In seiner Heimat Norwegen konnte er mehrere kleinere Rennen gewinnen.
2021 wurde Johannessen Mitglied im neu gegründeten Uno-X DARE Development Team und wechselte zum Straßenradsport. Als Neunter der Türkei-Rundfahrt, Zehnter der Alpes Isère Tour und Achter des Giro Next Gen konnte er sich wiederholt in den Top 10 verschiedener Rundfahrten platzieren. Im Trikot der Nationalmannschaft gewann er die sechste Etappe der Tour de l’Avenir, die er als Gesamtsiebter beendete.
Zur Saison 2022 wurde Johannessen vom Development Team in das Uno-X Pro Cycling Team übernommen. Gleich im ersten Jahr fuhr er mit einem dritten Etappenrang bei der Tour of Britain 2022 die erste Podestplatzierung ein. 2025 erzielte er mit dem Gewinn der Gesamtwertung der Slowenien-Rundfahrt seinen ersten Sieg als Radprofi.

## Familie
Sein Zwillingsbruder Tobias Halland Johannessen ist ebenso Radrennfahrer und fährt mit ihm im selben Team.

## Erfolge
2021
- eine Etappe Tour de l’Avenir

2025
- Gesamtwertung Tour of Slovenia

## Grand Tour-Platzierungen
| Grand Tour        | 2025 |
| ----------------- | ---- |
| Giro d’ItaliaGiro | –    |